# Touche pas à la femme blanche !
Touche pas à la femme blanche ! (Non toccare la donna bianca) és una pel·lícula franco-italiana dirigida per Marco Ferreri, estrenada el 1974.
Paròdia de la batalla de Little Bighorn, rodada en l'escenari gairebé documental de la destrucció dels pavellons Baltard i el Forum des Halles, que mostra tanat el genocidi dels Pobles indígenes d'Amèrica com el desallotjament de les classes treballadores dels centres de les ciutats, amb actors i actrius estrella en papers de contraocupació. Aquest western és tant una sàtira cinematogràfica com política.

## Argument
El general Custer va dirigir la batalla de Little Bighorn amb l'objectiu d'encloure i exterminar els indis que s'havien tornat resistents a la persecució. Sedueix Marie-Hélène de Boismonfrais, una dama patrona espantada. Simbolitza "la dona blanca", aquella a qui Mitch, l'escolta indi de Custer, no ha de tocar.
Marcello Mastroianni protagonitza el General George Armstrong Custer. Buffalo Bill Cody (Michel Piccoli) retrata un empresari de mitjans xarlatà. Ugo Tognazzi fa un retrat fictici de Mitch Bouyer, un dels exploradors nadius americans de Custer, que dirigeix un negoci de venda d'artefactes nadius fets a un taller de treball esclau per dones blanques. Alain Cuny interpreta Bou assegut que ha de defensar la seva gent quan els seus edificis d'apartaments són destruïts per la Cavalleria de la Unió. La pel·lícula arriba al clímax amb la batalla de Little Bighorn celebrada en una gran excavació de construcció on antigament hi havia el mercat de Les Halles.

## Repartiment
- Catherine Deneuve com a Marie-Hélène de Boismonfrais
- Marcello Mastroianni com a George A. Custer
- Michel Piccoli com a Buffalo Bill
- Philippe Noiret com a Gen. Terry
- Ugo Tognazzi com a Mitch
- Alain Cuny com a Bou Assegut
- Serge Reggiani com a L'indi boig
- Darry Cowl com el major Archibald
- Monique Chaumette com a germana Lucie
- Daniele Dublino com a filla
- Henri Piccoli com el pare de Bou Assegut
- Franca Bettoia com a Moonbeam (com a Franca Bettoja)
- Paolo Villaggio com a agent de la CIA
- Franco Fabrizzi com a Tom
- Laurente Vedres

## Anàlisi

### Producció ambiciosa i explotació fallida: lavenjançad'un cineasta
L'anterior pel·lícula de Marco Ferreri, La Grande Bouffe, estrenada als cinemes el 1973, un any abans que Touche pas à la femme blanche!, havia provocat reaccions escandalitzades el Festival de Canes anant fins als insults, els bús i els esbroncats però la pel·lícula ha estat un èxit a les sales, amb més de 2.800.000 entrades, durant tretze setmanes de funcionament a París. Havia estat coproduïda, entre d'altres, pel famós i polèmic productor Jean-Pierre Rassam i pel mateix Ferreri. Però Alain Sarde informa que en comptes de donar-li la seva part a Ferreri, Rassam havia reinvertit els diners en altres projectes cinematogràfics i, per tant, Ferreri hauria jurat venjança. Va tenir la idea de la seva nova pel·lícula mentre caminava pel costat de l'obra de les Halles, llavors un enorme “forat” en lloc del que eren els pavellons de Baltard, i hauria dit: “Jo arruïnaré Rassam”. Per tant, va tornar a recórrer a ell per produir Touche pas à la femme blanche! juntament amb Jean Yanne i Michel Piccoli.
Tan bon punt es va estrenar als cinemes l'any 1974, la pel·lícula va ser un fracàs i Ferreri hauria pronunciat llavors aquestes paraules: “Per mi, és un èxit! ». No obstant això, la pel·lícula va sumar deu vegades menys espectadors que La Grande Bouffe, al voltant de 230.000 entrades a França. Ferreri hauria aconseguit, així, "venjar-se" fent perdre diners a Rassam perquè la producció era ambiciosa i cara amb el retrobament del quartet d'actors masculins que havia fet l'èxit de La Grande Bouffe: Marcello Mastroianni, Michel Piccoli, Philippe Noiret i Ugo Tognazzi, un quartet al qual s'uneixen altres celebritats com Catherine Deneuve, Serge Reggiani o Darry Cowl. La reconstrucció de la batalla de Little Big Horn també va requerir un cert nombre de mitjans, a causa de la presència de molts figurants i cavalls, com requeria el rodatge d'un western.

### Un repartiment excepcional...
El repartiment d'aquesta pel·lícula inclou alguns dels actors més populars de la seva època:
- Marcello Mastroianni hi interpreta un dels papers principals, interpretant el "Coronel Custer". Irreconeixible amb els cabells llargs (que és coherent amb la veritat històrica), encarna un Custer tan ridícul, histriònic, tan enfadat i cruel: des de la primera escena de la pel·lícula, té una crisi de nervis per haver perdut la pinta; més tard se'l veu castigant un dels seus soldats fent-lo llepar excrements humans. Odia visceralment els indis.
- Philippe Noiret retrata un general tímid però ambiciós i venal. Tot i que encadena diverses malalties al llarg de la pel·lícula -sovint postrat en llit a la pantalla i amb una peça de pijama una peça d'efecte còmic assegurat-, encarna el cinisme militar i polític.
- Ugo Tognazzi té un paper de traïdor: és Mitch, l'escolta indi del coronel Custer. És a ell a qui Custer adreça la frase "No toquis pas la dona blanca" que dona títol a la pel·lícula. Patint les humiliacions de Custer i els anatemes dels indis, el podem veure interpretant una impressionant imitació de Custer/Mastroianni.
- Michel Piccoli retrata un Buffalo Bill burlesc, extravagant i grotesc. Promocionant les seves nombroses gestes, fins i tot contra els ramats de búfals, se suposa que popularitzarà la Guerra contra els indis, a través dels mitjans de comunicació, eclipsant Custer i enfurismant-lo per haver estat eclipsat.
- Catherine Deneuve àlies Marie-Hélène de Boismonfrais, una dama infermera, encarna una bellesa ingènua i sensual, enamorada de Custer, constantment atemorida pels indis dels quals només veu els estereotips.
- Serge Reggiani fa una representació espectacular en indi, tan savi com boig. Cap rapat, vestit amb un lleuger eslip al llarg de les seves aparicions, prodiga, sota l'aparença de fer comentaris incoherents, consells ben assenyats: anuncia la traïció de l'home blanc i la desaparició dels indis.[7] És com el bufó del teatre clàssic que diu la veritat.
- Darry Cowl interpreta un veterinari que ha trobat un mètode revolucionari per farcir indis i mostrar-los morts al públic. Ho fa amb l'ajuda dels nens.

### … per a papers inusuals: una crítica alstar system
Si és estrany veure Mastroianni en la interpretació del paper d'un perdedor, encara és més rar veure a Catherine Deneuve aventurar-se en aquestes experiències cinematogràfiques. Així que en el cim de la seva glòria, intenta a través d'aquesta pel·lícula donar un gir a la seva carrera, lluny dels papers que havia interpretat fins aleshore. Si encarna la clàssica dualitat de la dona blanca als westerns americans, tant una "puta" com una dona pura i devota, la seva interpretació és una caricatura del seu personatge a Belle de jour. Els crítics li van retreure això, dient que ella “roda […] en el lleig, fins i tot en l'innominable”. També Ferreri, fent-la interpretar el paper d'una dona enamorada de l'home que va ser el seu company a la ciutat (Marcello Mastroianni, àlies Custer), posa a Deneuve en un abisme de la seva imatge d'estrella fora de les pantalles i opera una crítica del star system i dels rols establerts prèviament per als actors.

### Anacronisme i pastitx: la “trampa” contemporània de l'occident
Mentre que La Grande Bouffe, tot i que provocava l'espectador, va tenir lloc en l'època contemporània amb un marc narratiu totalment clàssic, Touche Pas à la femme blanche! és un pastitx de western, burlesc i farsa satírica l'abundància de la qual va ser suficient per desconcertar l'espectador. La pel·lícula multiplica així els gags i els anacronismes: rodada enmig d'un projecte de reforma al barri de les Halles, on podem veure les obres dels edificis del voltant i la maquinària de moviment de terres, la història, tanmateix, transcorre en el moment de la conquesta de l'oest americà. Els mateixos actors van per alguns amb vestits del segle XIX mentre que d'altres van vestits segons la moda contemporània. A partir d'una de les primeres escenes, el to s'estableix: veiem al general Custer, vestit d'època, arribant amb un tren elèctric a una gran estació de París on els figurants van vestits a la moda contemporània.
Mitjançant la posada en escena del personatge del general Custer, la pel·lícula es converteix en una paròdia de clàssics de l'oest, com ara Van morir amb les botes posades de Raoul Walsh. Però mentre que en la de Walsh, encara és un heroi, tot i que lluitant amb les seves pròpies contradiccions, aquí es tracta d'un personatge al costat oposat: en desacord amb el seu univers, retratat com un boig assedegat de sang; tan histèric i racista com manipulat per la seva jerarquia. En fer-ho, Ferreri pretén “dissoldre el mite del western” i també ret homenatge al cinema més que criticar els valors polítics que transmet: 
| « | Per què un western? Perquè al meu entendre vivim en un clima de western. Perquè el western sempre ha estat l'enorme parany en què hem caigut des de la infància. El western expressa d'una manera senzilla i elemental els conceptes de Déu, Pàtria i Família. Jo agafo aquests conceptes i els faig esclatar de riure. Les Halles són el western, són un entorn western. No és pas Arizona el que fa el western, el western també són les idees. No trobem a la ciutat els mateixos elements es troben en un western | » |

### Urbanisme i política: Indis al “trou” de les Halles
Percebuda com a política pels crítics de l'època, arran del maig del 68, alguns afirmen que "els soldats blaus de vegades tenen semblances evidents amb amb el CRS amb el seu uniforme una mica més fosc», la pel·lícula relaciona la història i l'urbanisme contemporani.
Això es deu al fet que el lloc de rodatge de la pel·lícula és central en la seva construcció i la seva finalitat: el "trou" de les Halles, excavat al cor de París després de la destrucció dels pavellons de Baltard, substituït per un gran centre comercial i una estació de RER (referenciada a la pel·lícula com la construcció del ferrocarril). Aquest projecte, que s'emmarca dins de la renovació del barri de les Halles i del barri de l'Horloge, “es manté en la memòria col·lectiva com un dels grans fiascos de l'urbanisme modern.».
El rodatge d'un western ambientat en la destrucció d'un admirable complex arquitectònic, històric i obrer és, doncs, una oportunitat per a Marco Ferreri d'establir un paral·lelisme entre el genocidi dels indis als Estats Units i una renovació urbana que va provocar l'expulsió dels pobres i dels estrangers del centre de la ciutat de París.